# Al-Fayha FC
Al-Fayha Football Club (arabisk: نادي الفيحاء السعودي) er en saudiarabisk fodboldklub fra Al-Majma'ah. Klubben spiller på nuværende tidspunkt i Saudi Pro League, den bedste række i Saudi-Arabien.